# Wytyczne techniczne G-4.1 : 2007
Wytyczne techniczne G-4.1 : 2007 – zbiór zasad technicznych dotyczących wykonywania prac geodezyjnych w Polsce a związanych z pomiarami sytuacyjnymi i wysokościowymi metodami bezpośrednimi, wprowadzony zaleceniem Głównego Geodetę Kraju z 20 września 2007 w sprawie stosowania wytycznych technicznych "G-4.1 : 2007 Pomiary sytuacyjne i wysokościowe metodami bezpośrednimi". Przepisy tych wytycznych stanowią jednocześnie znowelizowaną wersję wytycznych G-4.1 "Sieci modularne" (wydanie 1986) oraz wytycznych technicznych G-4.3 "Bezpośrednie pomiary wysokościowe" (wydanie 1981). Wytyczne stanowią uzupełnienie instrukcji technicznej G-4 będącej do 8 czerwca 2012 standardem technicznym w geodezji.
Wytyczne te zostały wprowadzone w celu usprawnienia i ujednolicenia wykonywania bezpośrednich (terenowych) pomiarów geodezyjnych. Jedynym wydaniem jest wydanie I z 2007 opracowane przez Zdzisława Adamczewskiego, Stanisława Czarneckiego, Alicję Dorzak, Ryszarda Staniszewskiego zgodnie z zaleceniami Departamentu Geodezji, Kartografii i Systemów Informacji Geograficznej Głównego Urzędu Geodezji i Kartografii, z ramienia którego nadzór formalno-merytoryczny pełniła Elżbieta Brzostowska.
Wytyczne określają zasady projektowania, pomiaru i opracowania wyników pomiarowej osnowy sytuacyjnej i wysokościowej oraz wykonywania pomiaru sytuacyjnego i wysokościowego metodami bezpośrednimi, a ponadto uwzględniają zasadnicze wymagania dokładnościowe wynikające z postępu techniki i technologii wykonywania prac geodezyjnych. 
Zakres przedmiotowy wytycznych obejmuje m.in.:
- prace przygotowawcze przed pomiarem (analizę i ocenę istniejących materiałów geodezyjnych, warunki techniczne, wywiad w terenie, przygotowanie sprzętu pomiarowego, dokumentowanie wyników pomiarów)
- opracowanie, stabilizację, pomiar, opracowanie wyników pomiarów oraz dokumentację techniczną dotyczącą pomiarowej osnowy sytuacyjnej
- przedmiot pomiaru sytuacyjnego, generalizację szczegółów terenowych oraz metody pomiaru (biegunowa, ortogonalna i wcięć)
- opracowanie, stabilizację, pomiar, opracowanie wyników pomiarów oraz dokumentację techniczną dotyczącą pomiarowej osnowy wysokościowej
- przedmiot pomiaru wysokościowego, zasady ogólne oraz metody pomiaru (niwelacja siatkowa, profilów, punktów rozproszonych, tachimetria klasyczna i dokładna)
- zawartość merytoryczną sprawozdania technicznego

Wyłączone z regulacji tymi wytycznymi zostały: 
- pomiary sytuacyjne i wysokościowe uzbrojenia terenu – wytyczne techniczne G-4.4
- pomiary związane z ustaleniem granic nieruchomości – instrukcja techniczna G-5